# Сенсардоски рат
Сенсардоски рат био је кратки рат између Енглеске и Француске 1324. године. У рату су Енглези изгубили, па је рат индиректно довео до свргавања Едварда II. Рат је био један од претходника Стогодишњег рата.

## Увод
Током владавине Филипа IV Лепог и његових синова, монархија је јачала. Моћ краља је расла на рачун великаша. Париски врховни суд (зван парламент, иако то није ) је био кључно средство јачања краљевске моћи. Ту су се људи могли жалити на одлуке нижих судова. До доношења коначне пресуде њихова имовина је била под директном заштитом краља. То је ослабило привилегије племића, да имају директну јурисдикцију над својом земљом. 
Енглески краљ Едвард II је владао Гаскоњом као војвода од Аквитаније. Он је по томе био француски вазал на тој територији, иако је територија била његово власништво. Француски краљеви су жељели да се реше енглеског присуства на француском тлу. Едвард II је само могао посматрати како лагано губи ситније делове територија у великом броју ситних спорова. Француски суд би углавном досућивао против њега.

## Парничење и преговори

### Доноси се пресуда у корист бенедиктинаца
Мало место Сен Сардос било је под јурисдикцијом војводе од Аквитаније, али бенедиктински ред је ту исто имао своје поседе. Бенедиктинци траже 1318. од француског врховног суда да их изузме из јурисдикције војводе од Аквитаније, дакле да их изузме од Едварда II. Француском краљу нуде право да сагради тврђаву на том месту. Споро је текао спор и коначно у децембру 1322. врховни суд доноси пресуду у корист бенедиктинаца.

### Пали се Сен Сардос до темеља па пада сумња у енглеску умешаност
Краљева војска ту долази 15. октобра 1323. да би саградили тврђаву. Локални велепоседници су били незадовољни. Бојали су се да ће тврђава привући насељеника са њихових имања и њима тиме смањити приходе. Они пале Сен Сардос до темеља и нападају краљеве војнике.
Едвард II је имао довољно проблема код куће, па се извињава и тврди да је невин. Међутим Французи не верују, јер је највиши енглески чиновник у Гаскоњи виђен два дана пред напад са вођом напада на село.

### Дипломатске мисије
Крећу енглеске дипломатске мисије да зауставе могући рат. Енглези су обећали предају једног града, као компензацију за мир. Међутим Енглези су се предомислили па због тога следи рат.

## Рат
Краљев ујак Карло III Валоа напада Аквитанију у августу 1324. Енглези су били слабо припремљени. Многи гарнизони су били полупразни или скоро празни. Уз помоћ локалних племића успели су да прикупе 7.000 војника. Карл Валоа их је просто помео и прошетао се регијом и рат је завршио за шест недеља. Многи градови су се одмах предали. Највећи отпор је пружан у утврђењу Ла Реол. Ту је отпор пружан неколико седмица до предаје.

## Последице
Краљица Изабела Француска је послата у преговоре. Услед губитка територија позиција њеног супруга Едварда II је била пољуљана, тако да га нешто касније Изабела Француска присиљава на абдикацију у корист њеног сина Едварда III.